# 米朗德
米朗德（法語：Mirande，法語發音：[miʁɑ̃d] ⓘ），法国西南部城市，奥克西塔尼大区热尔省的一个市镇，同时也是该省的一个副省会，下辖米朗德区，其市镇面积为23.42平方公里，2022年1月1日时人口数量为3,442人，在法国城市中排名第3,216位。
米朗德位于热尔省西南部，巴伊斯河左岸，历史上为一处军事驿站，现代为一个区域性的中心城市，有多条公路在此交汇。

## 地名来源
米朗德一名出自奥克语单词“miranda”，本意为“火灾瞭望塔”，引申含义为建筑物顶端的塔楼部分，该名称可能与当地历史上的某处建筑有关。

## 历史

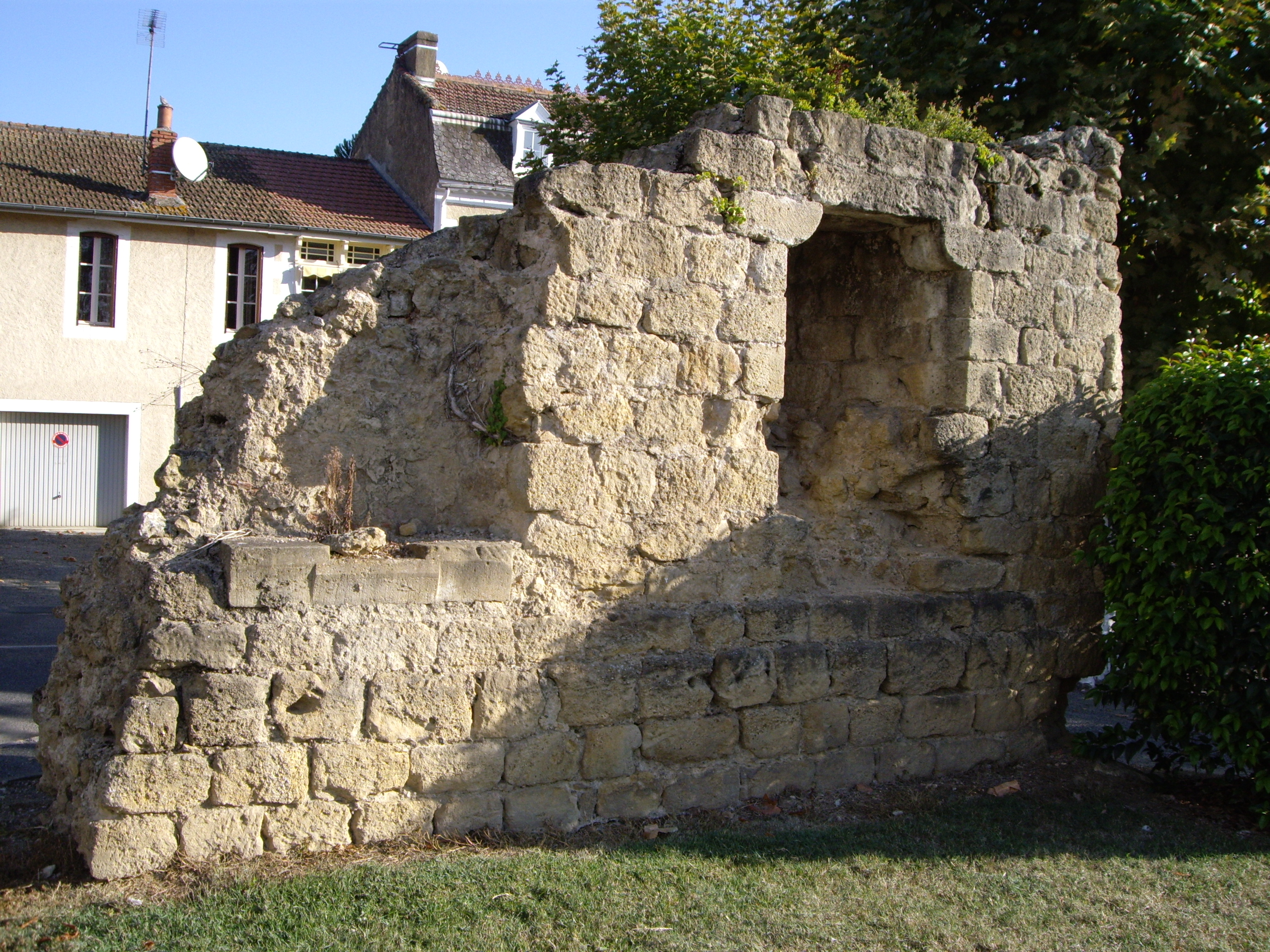
米朗德的一处城墙遗址

根据当地官方网站的论述，米朗德始建于公元8世纪，由阿斯塔拉克伯爵创建，最初为一处带有军事防御性质的巴斯蒂德，其镇中心的道路呈棋盘状分布。公元13世纪时，当地领主在米朗德修建了高近20米的罗昂塔，该建筑长期成为米朗德的一处地标。法国大革命后，米朗德成为热尔省的一个市镇，并在1790至1800年间为该省的一个地区行署，后改制为副省会。1841年，阿尔蒂涅（Artigne）、马泽雷特（Mazerettes）和瓦朗泰（Valantés）三个市镇整体并入米朗德。19世纪末，米朗德出现了多处新式建筑，包括副省政府大楼、税务大楼、阿兰·富尔尼耶高级中学（lycée Alain-Fournier）等。途径米朗德的博南孔特尔－比戈尔地区维克铁路于1869年建成通车，后米朗德附近的路段于1968年关闭。20世纪60至70年代中期，米朗德曾收留了大批来自原法属北非殖民地阿尔及利亚的哈尔基。
在地方文化历史研究方面，当地地方史爱好者建有“巴斯蒂德翻新”（Renouveau de la Bastide）联盟。

## 地理

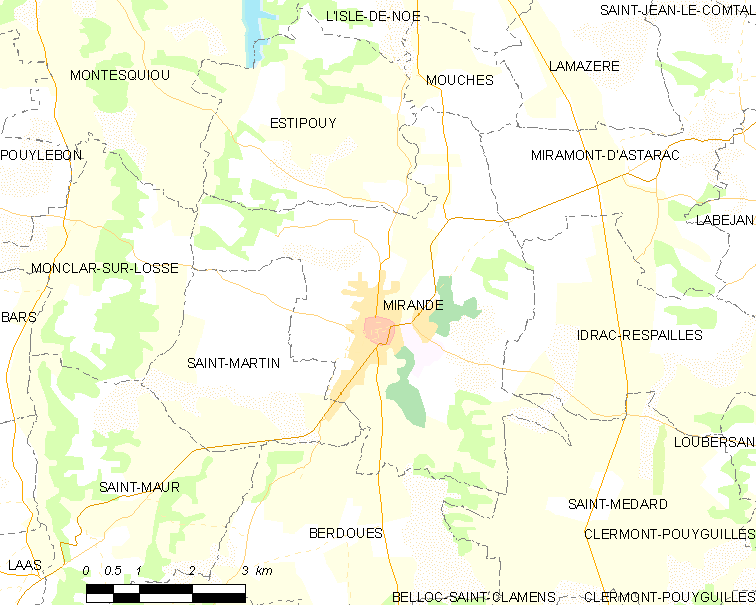
米朗德市镇范围地图

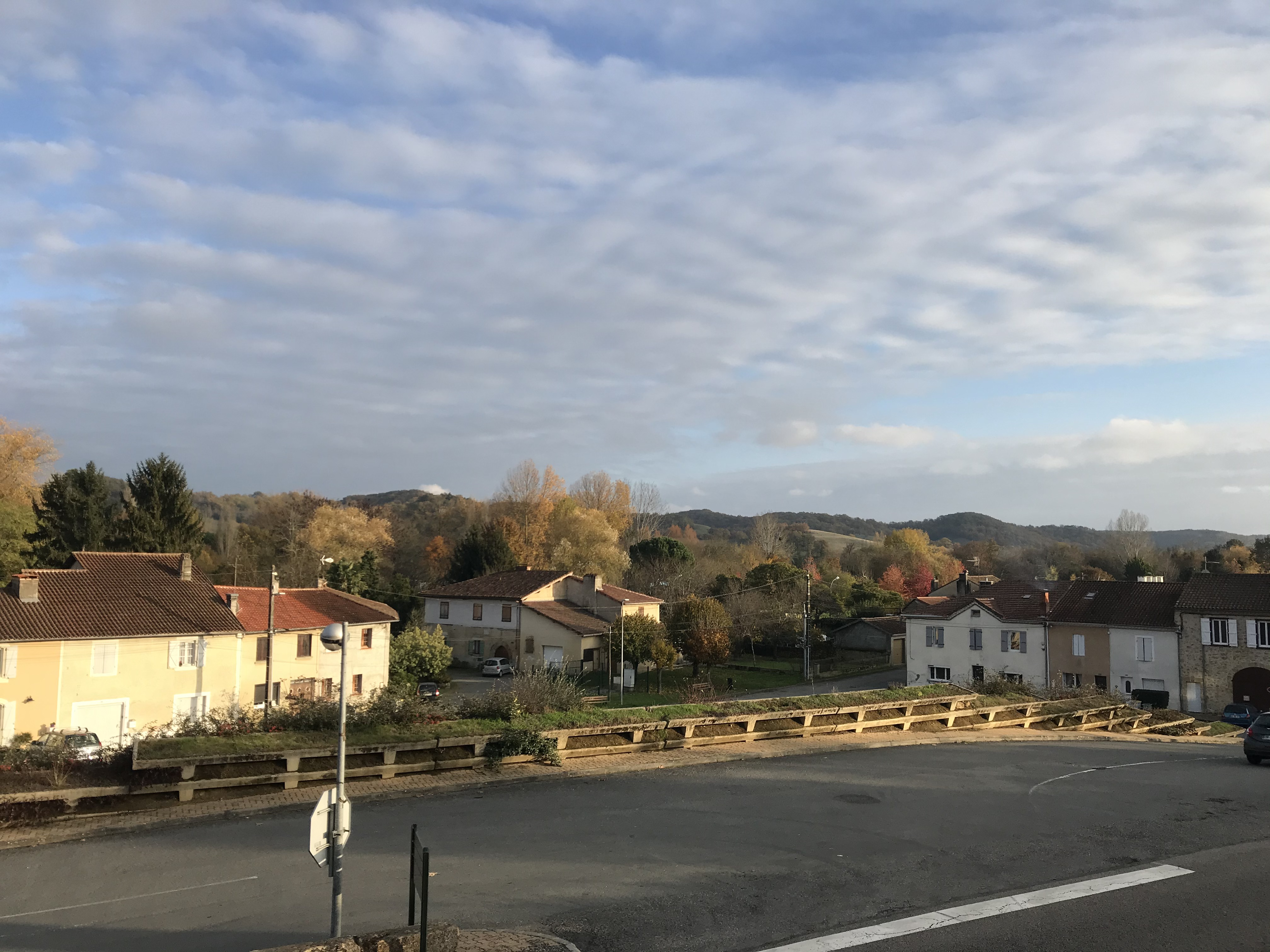
从米朗德市区向东眺望

米朗德位于法国西南部，奥克西塔尼大区西南部和热尔省南部，距离省会欧什大约24公里。与米朗德接壤的市镇包括：埃斯蒂普伊、蒙泰斯基乌、穆谢斯、米拉蒙达斯塔拉克、奥斯河畔蒙克拉尔、圣马丁、伊德拉克-雷斯帕耶斯、贝尔杜和圣梅达尔。

### 地形
米朗德位于加斯科涅南部腹地，境内以浅丘和平原为主，市镇中心地势较为平坦，东部略有起伏，全境海拔在139到268米之间。

### 水文
米朗德位于加龙河流域范围内，巴伊斯河自南向北流经市区东部，其左岸支流格拉韦特河（ruisseau de la Gravette）自西向东流经市区南部，右岸则有米朗德湖（Lac de Mirande）。

### 植被
米朗德属于温带阔叶混交林区，林地广泛分布于河流附近及坡地地区。
在鲜花城市的评比中，米朗德暂未被评级。

### 气候
米朗德在柯本气候分类法中属于带有亚热带特征的温带海洋性气候。
米朗德境内设有气象站，以下为该气象站的数据（其中日照数据取自欧什）：
| 米朗德 1981年－2019年 | 米朗德 1981年－2019年 | 米朗德 1981年－2019年 | 米朗德 1981年－2019年 | 米朗德 1981年－2019年 | 米朗德 1981年－2019年 | 米朗德 1981年－2019年 | 米朗德 1981年－2019年 | 米朗德 1981年－2019年 | 米朗德 1981年－2019年 | 米朗德 1981年－2019年 | 米朗德 1981年－2019年 | 米朗德 1981年－2019年 | 米朗德 1981年－2019年 |
| 月份                  | 1月                   | 2月                   | 3月                   | 4月                   | 5月                   | 6月                   | 7月                   | 8月                   | 9月                   | 10月                  | 11月                  | 12月                  | 全年                  |
| --------------------- | --------------------- | --------------------- | --------------------- | --------------------- | --------------------- | --------------------- | --------------------- | --------------------- | --------------------- | --------------------- | --------------------- | --------------------- | --------------------- |
| 历史最高温 °C（°F）   | 20.8 (69.4)           | 24.5 (76.1)           | 28.2 (82.8)           | 30.6 (87.1)           | 33.6 (92.5)           | 41.2 (106.2)          | 40 (104)              | 42.5 (108.5)          | 37 (99)               | 33.3 (91.9)           | 25.8 (78.4)           | 23.2 (73.8)           | 42.5 (108.5)          |
| 平均高温 °C（°F）     | 10 (50)               | 11.5 (52.7)           | 14.8 (58.6)           | 17 (63)               | 21 (70)               | 24.8 (76.6)           | 27.6 (81.7)           | 27.4 (81.3)           | 24.4 (75.9)           | 19.4 (66.9)           | 13.4 (56.1)           | 10.3 (50.5)           | 18.5 (65.3)           |
| 日均气温 °C（°F）     | 5.7 (42.3)            | 6.8 (44.2)            | 9.4 (48.9)            | 11.6 (52.9)           | 15.5 (59.9)           | 19 (66)               | 21.4 (70.5)           | 21.2 (70.2)           | 18.2 (64.8)           | 14.2 (57.6)           | 9 (48)                | 6.2 (43.2)            | 13.2 (55.8)           |
| 平均低温 °C（°F）     | 1.4 (34.5)            | 2.1 (35.8)            | 4.1 (39.4)            | 6.2 (43.2)            | 10 (50)               | 13.2 (55.8)           | 15.2 (59.4)           | 15 (59)               | 11.9 (53.4)           | 8.9 (48.0)            | 4.7 (40.5)            | 2 (36)                | 7.9 (46.2)            |
| 历史最低温 °C（°F）   | −20 (−4)              | −10.8 (12.6)          | −10.1 (13.8)          | −3.7 (25.3)           | 1 (34)                | 3.4 (38.1)            | 7 (45)                | 5 (41)                | 0 (32)                | −3 (27)               | −9.8 (14.4)           | −11 (12)              | −20 (−4)              |
| 平均降水量 mm（）     | 70.6 (2.78)           | 62.9 (2.48)           | 66.1 (2.60)           | 81.6 (3.21)           | 77.3 (3.04)           | 58.6 (2.31)           | 50.6 (1.99)           | 54.4 (2.14)           | 56.3 (2.22)           | 67.6 (2.66)           | 73.5 (2.89)           | 71.6 (2.82)           | 791.1 (31.15)         |
| 月均日照時數          | 92.4                  | 111                   | 167.6                 | 176.6                 | 196.8                 | 209.8                 | 234.6                 | 223.6                 | 197.2                 | 145.2                 | 94.5                  | 79.4                  | 1,928.7               |
| 来源：infoclimat.fr   |                       |                       |                       |                       |                       |                       |                       |                       |                       |                       |                       |                       |                       |

## 行政区划
米朗德的市镇编号为32256，邮政编号为32300。
在行政管理方面，米朗德隶属于法国奥克西塔尼大区热尔省，同时也是该省的一个副省会，下辖米朗德区；在地方选举方面，米朗德是米朗德阿斯塔拉克县的中央投票站所在地，其市镇范围全境被划入热尔省第一选区；在社会管理方面，米朗德是加斯科涅地区阿斯塔拉克之心市镇公共社区的办公驻地。
截至2023年3月，米朗德市镇范围内暂无任何城市敏感街区及城市政策优先街区。
法国国家统计与经济研究所（简称）在进行数据统计时，将米朗德及相邻的另外一个市镇设为米朗德城市核心区，并将包括核心区在内的周边共三个市镇划为米朗德城市区。自2020年起，米朗德城市区被包含3个市镇的米朗德城市辐射区代替。此外，还将米朗德市镇整体看作一个“块区”（IRIS），以便于统计人口分布情况。

## 交通

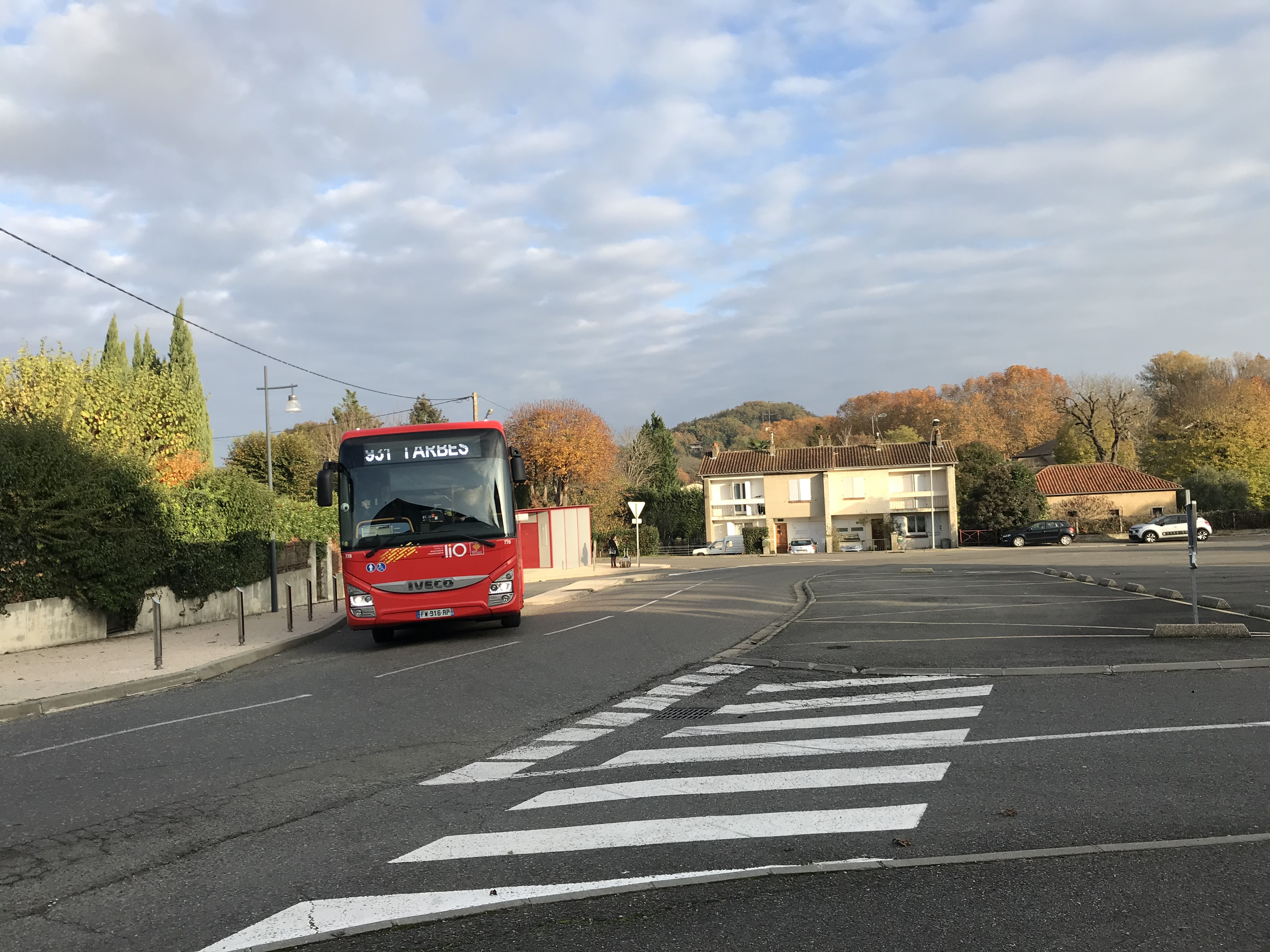
途径米朗德的一辆城际巴士

### 公路
法国国道N21线和热尔省省道D104线、D137线、D159线、D939线在米朗德境内交汇。奥克西塔尼大区下属的城际客运提供途径米朗德巴士线路，可前往欧什和塔布。
| 13 | 49 |

| 欧什 | 24 |

| 塔布 | 47 |

| 维勒孔塔勒 | 24 |

2019年，67.7%的米朗德家庭拥有至少一辆私人汽车。2019年，米朗德境内共发生各类交通事故2起，造成1人遇难，3人受伤，其中3人重伤。

### 铁路
途径米朗德的博南孔特尔－比戈尔地区维克铁路已于1968年关闭。
距离米朗德最近的运营中的客运铁路车站为25公里外的欧什站，该站停靠往返于欧什和图卢兹一线的区域列车。

### 航空
距离米朗德最近的民用航空站为塔布-卢尔德机场，距离米朗德市中心的公路里程约59公里。

### 城市公共交通
截至2023年3月，米朗德暂无城市公共交通系统。

## 政治

### 市政内阁

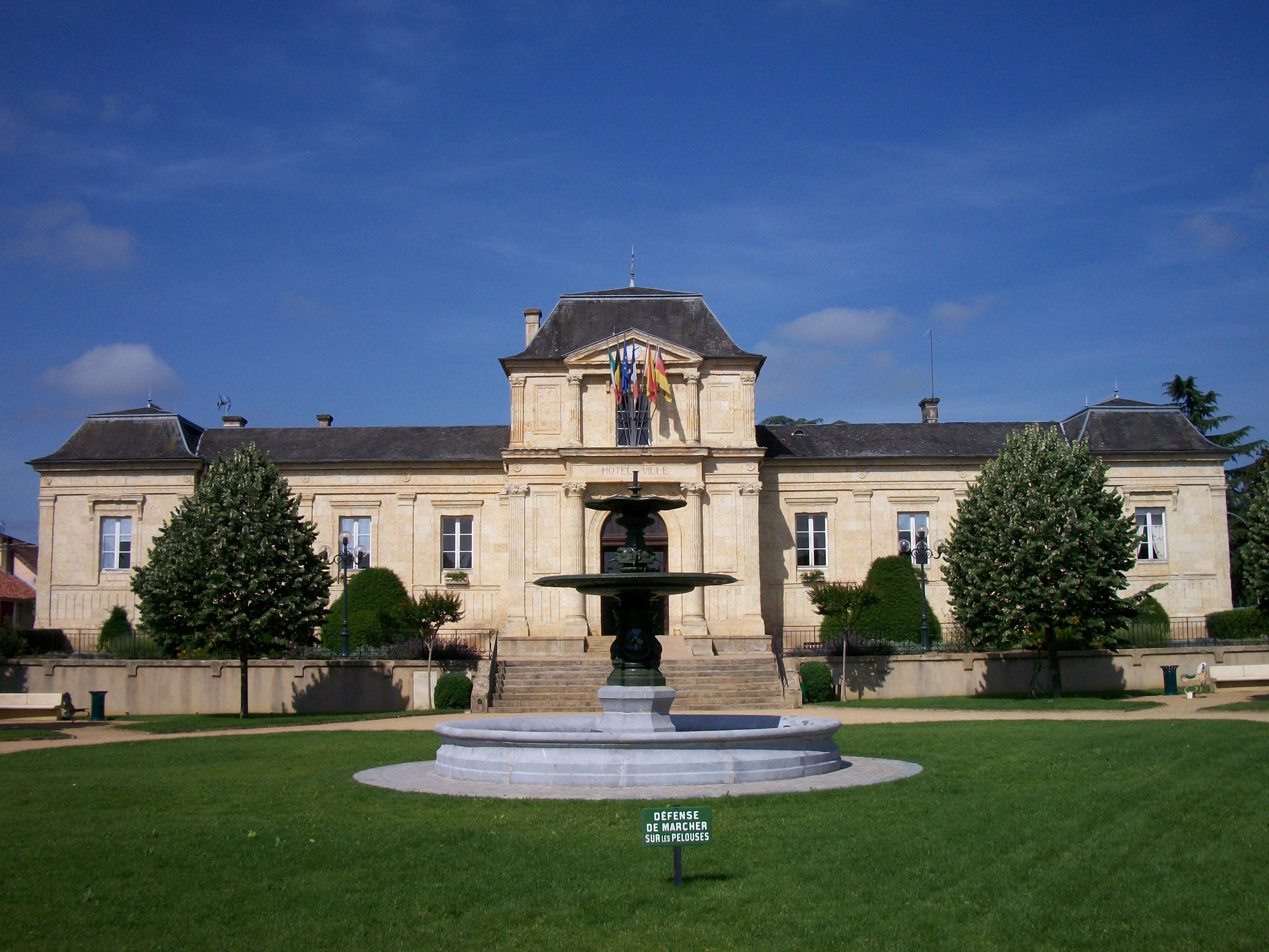
米朗德市政厅

米朗德的现任市长为帕特里克·方通先生（Patrick FANTON），他是一名右翼无党派人士，在2020年的市政选举中获得了53.34%的支持率。
| 米朗德历届市长 | 米朗德历届市长                | 米朗德历届市长                                |
| 任期           | 市长                          | 党派                                          |
| -------------- | ----------------------------- | --------------------------------------------- |
| 1945年－1957年 | Élie DUFFORT 埃利·迪福尔      | RAD激进党                                     |
| 1957年－1988年 | André BEAUDRAN 安德烈·博德朗  | UDF法国民主联盟 →RAD激进党                    |
| 1988年－1989年 | Jean COMBECAVE 让·孔布卡夫    | 無黨籍                                        |
| 1989年－2020年 | Pierre BEAUDRAN 皮埃尔·博德朗 | UDF法国民主联盟 →RAD激进党 →DVD右翼无党派人士 |
| 2020年－       | Patrick FANTON 帕特里克·方通  | 無黨籍 →DVD右翼无党派人士                     |

### 各级选举
| 米朗德历届投票选举结果 | 米朗德历届投票选举结果 | 米朗德历届投票选举结果 | 米朗德历届投票选举结果 | 米朗德历届投票选举结果      | 米朗德历届投票选举结果 | 米朗德历届投票选举结果 | 米朗德历届投票选举结果 | 米朗德历届投票选举结果 | 米朗德历届投票选举结果 |
| 选举项目               | 选举范围               | 选区单位               | 选区单位内的选举结果   | 选区单位内的选举结果        | 选区单位内的选举结果   | 选区单位内的选举结果   | 选区单位内的选举结果   | 选区单位内的选举结果   | 参考资料               |
| 选举项目               | 选举范围               | 选区单位               | 第一轮胜出者           | 第一轮胜出者                | 支持率                 | 第二轮胜出者           | 第二轮胜出者           | 支持率                 | 参考资料               |
| ---------------------- | ---------------------- | ---------------------- | ---------------------- | --------------------------- | ---------------------- | ---------------------- | ---------------------- | ---------------------- | ---------------------- |
| 2017年法國總統選舉     | 法國                   | 市镇                   |                        | 埃马纽埃尔·马克龙           | 24.41%                 |                        | 埃马纽埃尔·马克龙      | 66.29%                 | [ 27 ]                 |
| 2017年法国立法选举     | 热尔省第一选区         | 市镇                   |                        | 让-勒内·卡兹纳夫            | 31.94%                 |                        | 让-勒内·卡兹纳夫       | 57.44%                 | [ 27 ]                 |
| 2019年欧洲议会选举     | 法國                   | 市镇                   |                        | 若尔当·巴尔代拉             | 24.8%                  | （不适用）             | （不适用）             | （不适用）             | [ 29 ]                 |
| 2021年法国省级选举     | 热尔省                 | 县                     |                        | 弗朗西斯·杜普埃 塞丽娜·萨勒 | 70.91%                 | （不适用）             | （不适用）             | （不适用）             | [ 30 ]                 |
| 2021年法国省级选举     | 热尔省                 | 市镇                   |                        | 弗朗西斯·杜普埃 塞丽娜·萨勒 | 69.21%                 | （不适用）             | （不适用）             | （不适用）             | [ 30 ]                 |
| 2021年法国大区选举     | 奧克西塔尼大區         | 市镇                   |                        | 卡萝尔·代尔加               | 42.71%                 |                        | 卡萝尔·代尔加          | 57.06%                 | [ 31 ]                 |
| 2022年法国总统选举     | 法國                   | 市镇                   |                        | 埃马纽埃尔·马克龙           | 26.85%                 |                        | 埃马纽埃尔·马克龙      | 58.68%                 | [ 27 ]                 |
| 2022年法国立法选举     | 热尔省第一选区         | 市镇                   |                        | 让-勒内·卡兹纳夫            | 35.03%                 |                        | 让-勒内·卡兹纳夫       | 51.92%                 | [ 27 ]                 |

## 人口
2019年，米朗德市镇人口数量为3,450，在法国排名第3,216位。其中男性1,627人，女性1,823人，75岁及以上人口占15.2%，外籍人口数量为192人，人口密度为147人/平方公里，当地居民被称为（男性）或（女性）。2020年，米朗德境内出生16人，死亡人口67人。
| 米朗德1901年－2020年人口变化情况 |
|                                  |
| 数据来源：Cassini、INSEE         |

## 经济
米朗德是一个区域性的中心城市。截止2023年3月，米朗德市镇范围内共有各类用人单位（包含自雇）665家，平均历史为19年，其中98.06%为中小型企业（PME），2023年1月至3月间，当地的经济活力指数为0.3%。（烟酒销售）、（汽车销售）及（公路货运）是当地2021年营业额最高的三个企业，分别为14,751,245欧元、5,262,189欧元和2,462,807欧元。

## 财政与居民收入
2021年，米朗德的财政收入总额为4,137,590欧元，财政支出总额为3,899,420欧元，当年的债务总额为4,626,350欧元。2021年，米朗德市镇通过增值税获得68,780欧元的收入，此外当地还共获得了83,060欧元的国家直接财政补助。
2020年，米朗德的人均月收入总额为1,906欧元，其中高级职员为3,556欧元，低于法国平均水平（4,230欧元）；中级职员为2,157欧元，低于法国平均水平（2,411欧元）；普通职员为1,630欧元，低于法国平均水平（1,740欧元）。
2019年，米朗德境内的贫困率为19%，青壮年（15至64岁）失业率为15.9%；当地41.3%的家庭拥有纳税资格，平均纳税2,390欧元，低于法国平均水平（3,910欧元）。

## 社会事务

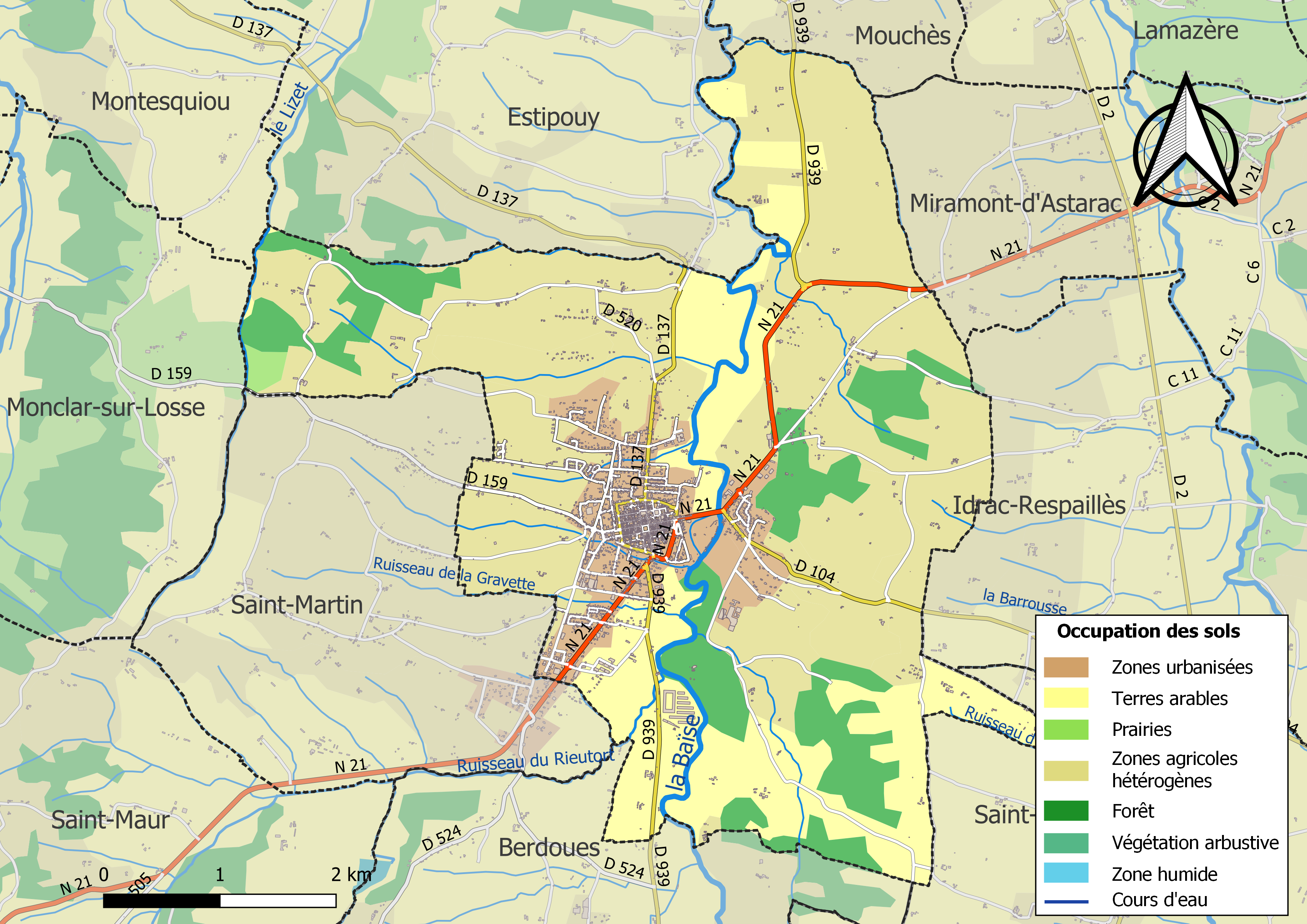
米朗德土地利用情况地图

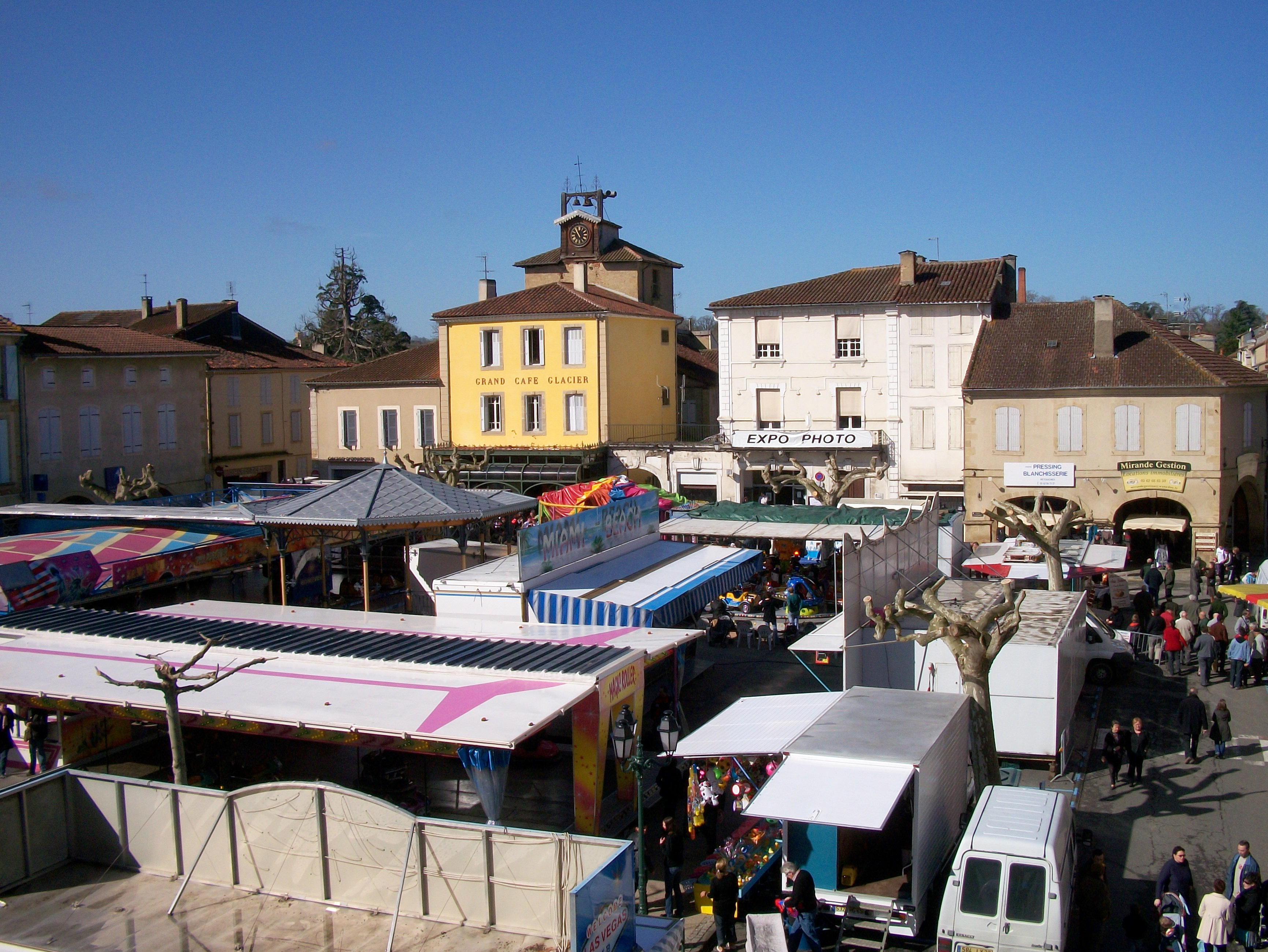
米朗德镇中心的集市

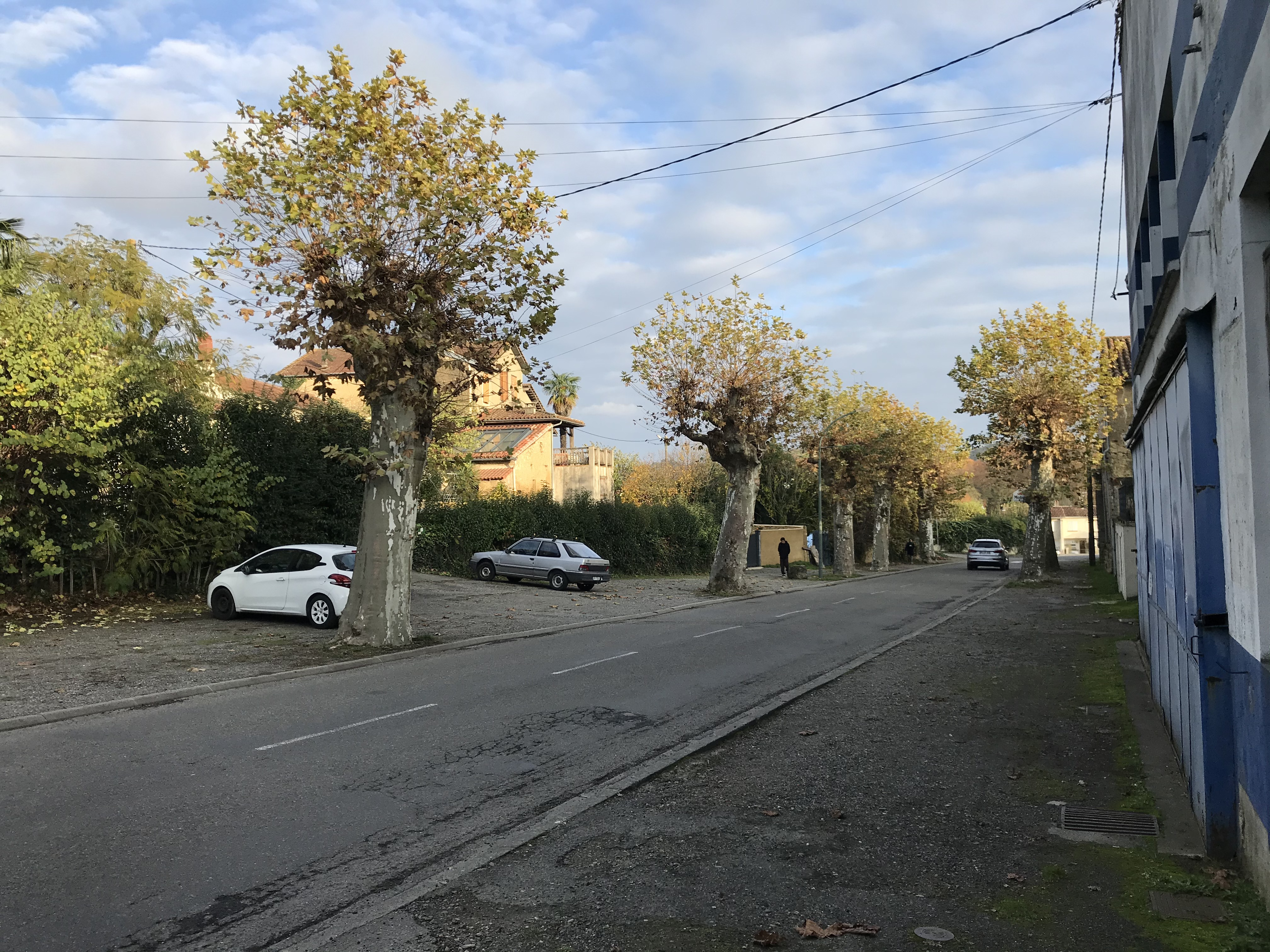
科德利埃大街

### 教育
米朗德属于图卢兹学区。截止2021年1月1日，米朗德境内共有1所幼儿园、2所小学、1所初级中学、1所普通高中和1所农业高中。2021至2022学年度，米朗德境内共有在校中等教育阶段学生586名。

### 医疗
截止2021年1月1日，米朗德境内共有全科医生5名、保健师10名、牙医4名、护士16名和助产士1名。境内共有药房2家。
米朗德中心医院，全名为“米朗德圣雅克中心医院”（Centre Hospitalier Saint Jacques de Mirande），是法国的一个区域性医疗机构，其主病区位于米朗德市区，设有床位183个，是当地规模最大的公立综合性医院。

### 住房
2019年，米朗德境内共有各类住房2,201套，其中67.7%为独立式居民区，30.8%为集中式居民区。常住房屋占米朗德市镇范围内居民建筑总量的79.8%。
在住房保障政策方面，2021年，米朗德境内共有449户家庭获得了住房经济补助，受益人数占总人口数量的13.0%，其中438份为房租补助。

### 商业
2021年，米朗德境内共有各类实体商铺114家，其中餐厅18家、大型超市3家、杂货店2家、面包房5家、肉铺3家、书店1家、装饰品店2家、银行门店4家、美容美发店7家、汽车维修店6家。市区西部建有一家家乐福便民超市，东北部则建有Aldi商场。

### 体育
2021年，米朗德境内共有1家游泳池、2间体育馆、1座综合体育场、5处网球场、3处足球或橄榄球场以及2处篮球或排球场。
截至2023年3月，米朗德足球俱乐部（Football Club Mirandais，编号534353）是米朗德境内唯一的一家注册足球俱乐部，该俱乐部成立于1982年，其主队2022至2023赛季参加热尔省足球联赛甲组（法国第九级别），其主场为阿乌雷体育公园（Parc des sports du Haouré）。

### 环境
米朗德的环境事务由其所属的加斯科涅地区阿斯塔拉克之心市镇公共社区联合各级政府协调负责。2021年，米朗德境内暂无污染企业。

### 治安
2021年，米朗德市镇范围内有1处宪兵队。
米朗德及其附近的共257个市镇是欧什国家宪兵队（zone gendarmerie de Auch）的管辖范围。2020年，该宪兵队累计记录各类案件2,268起，其中盗窃类案件1,108起，经济类案件435起，毒品交易类案件77起。

## 文化
2021年，米朗德境内共有1家电影院和1家博物馆。米朗德建有勒科利塞多媒体中心（Médiathèque Le Colisée），每周一、三、五、六向公众开放，周四则可预约接待团体。

### 建筑
米朗德境内有多处历史建筑，其中圣玛丽教堂、罗昂塔等为法国国家文物保护单位。

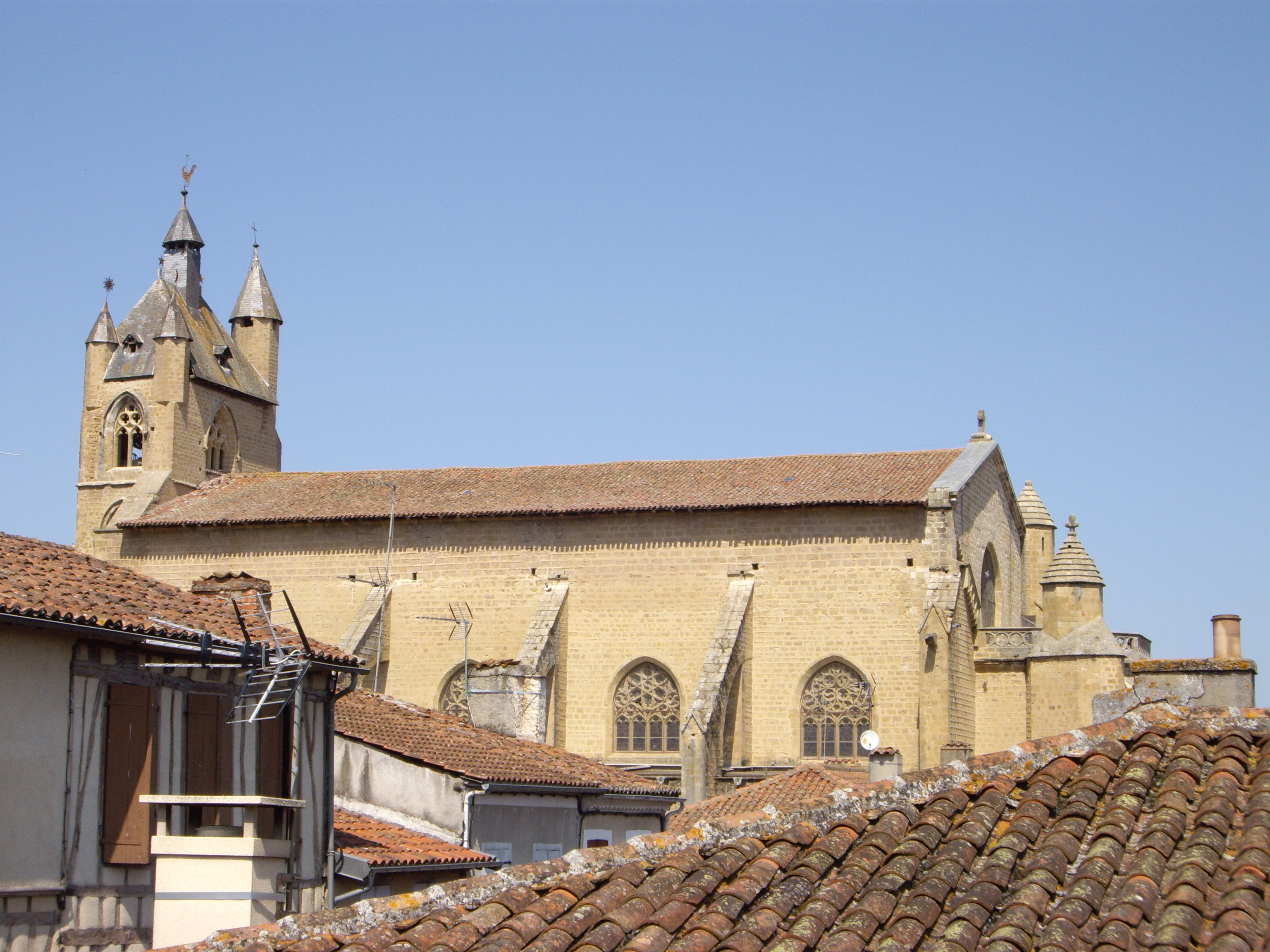
圣玛丽教堂（法语：Église Sainte-Marie de Mirande）
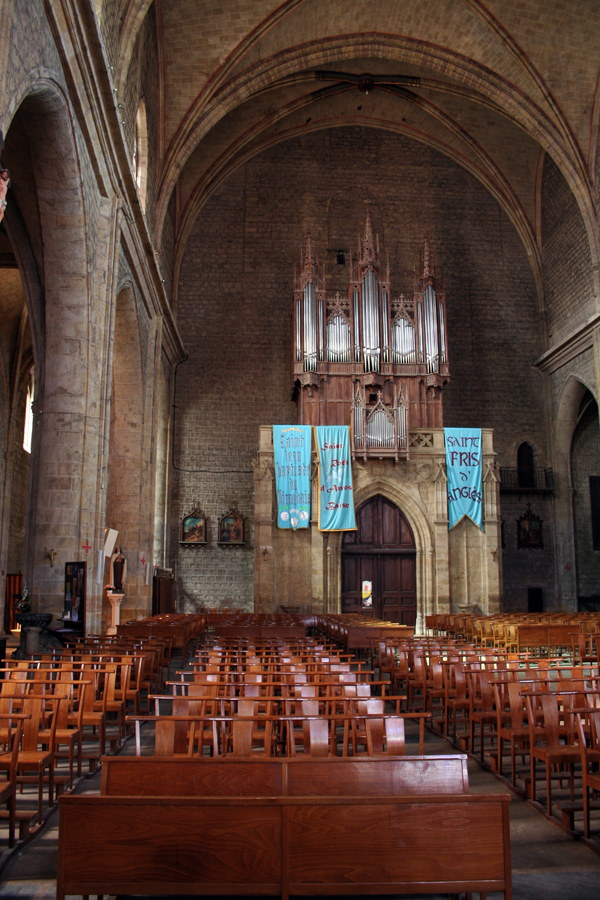
教堂大厅
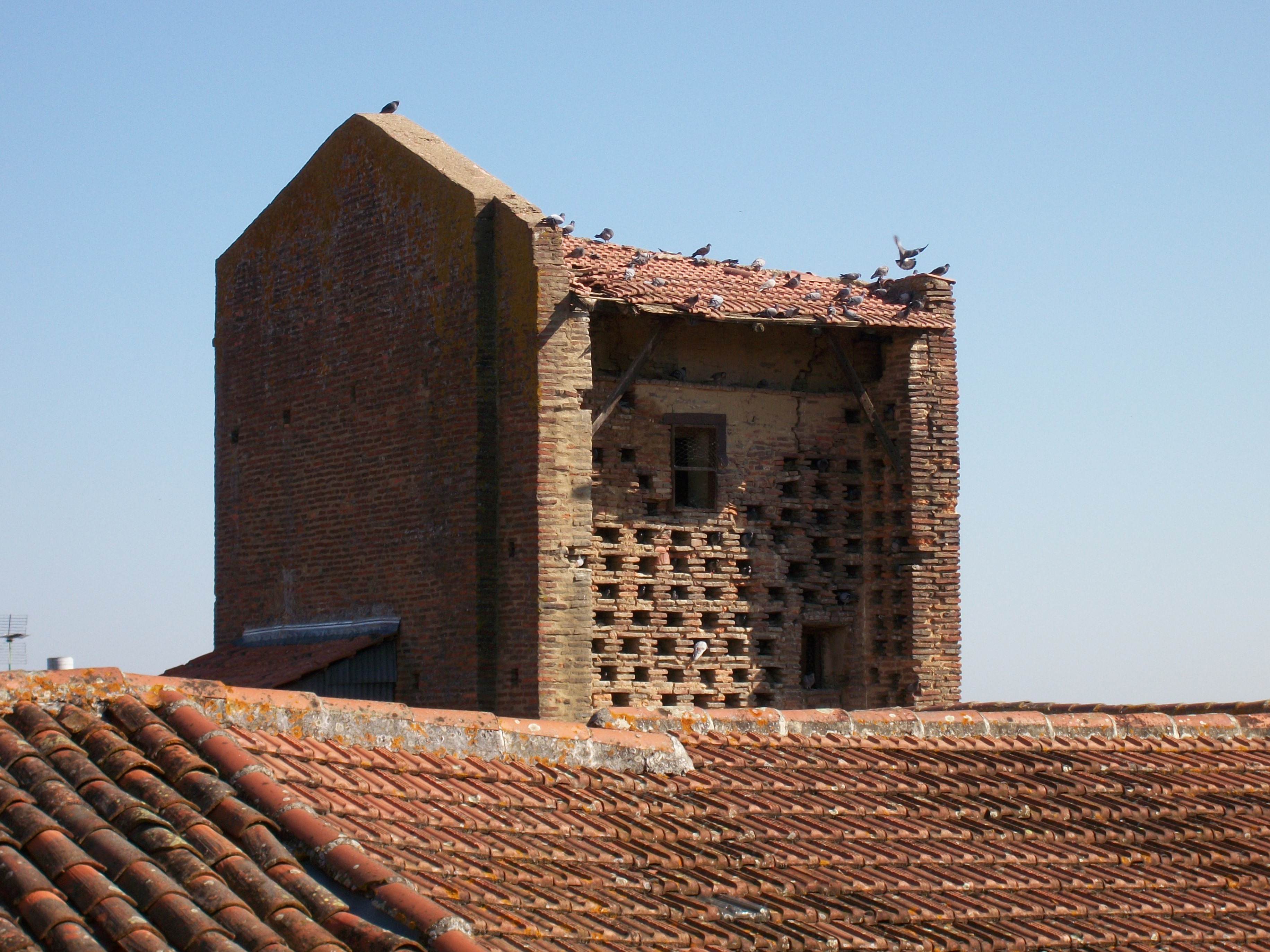
罗昂塔（德语：Tour de Rohan）
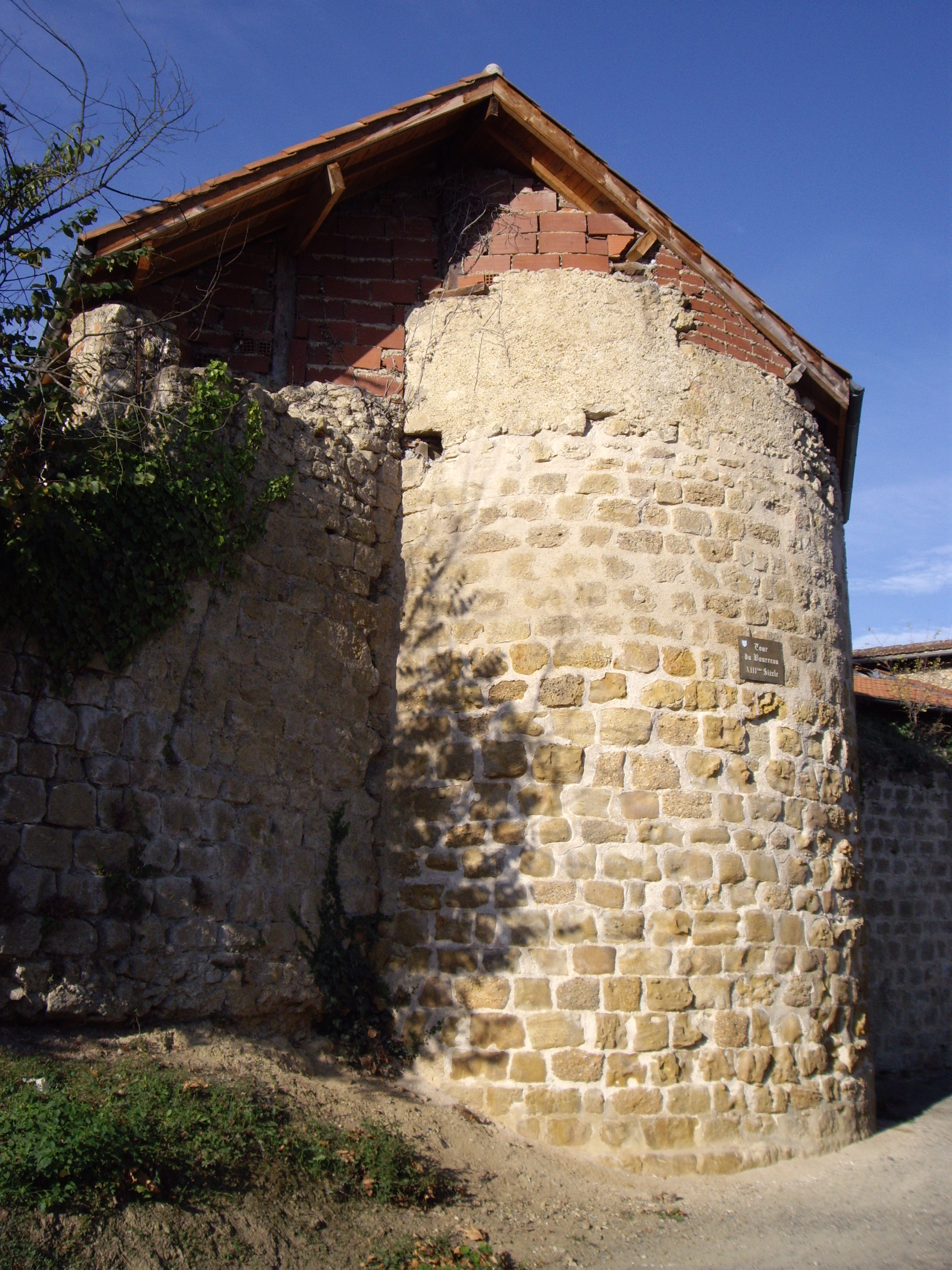
刽子手塔
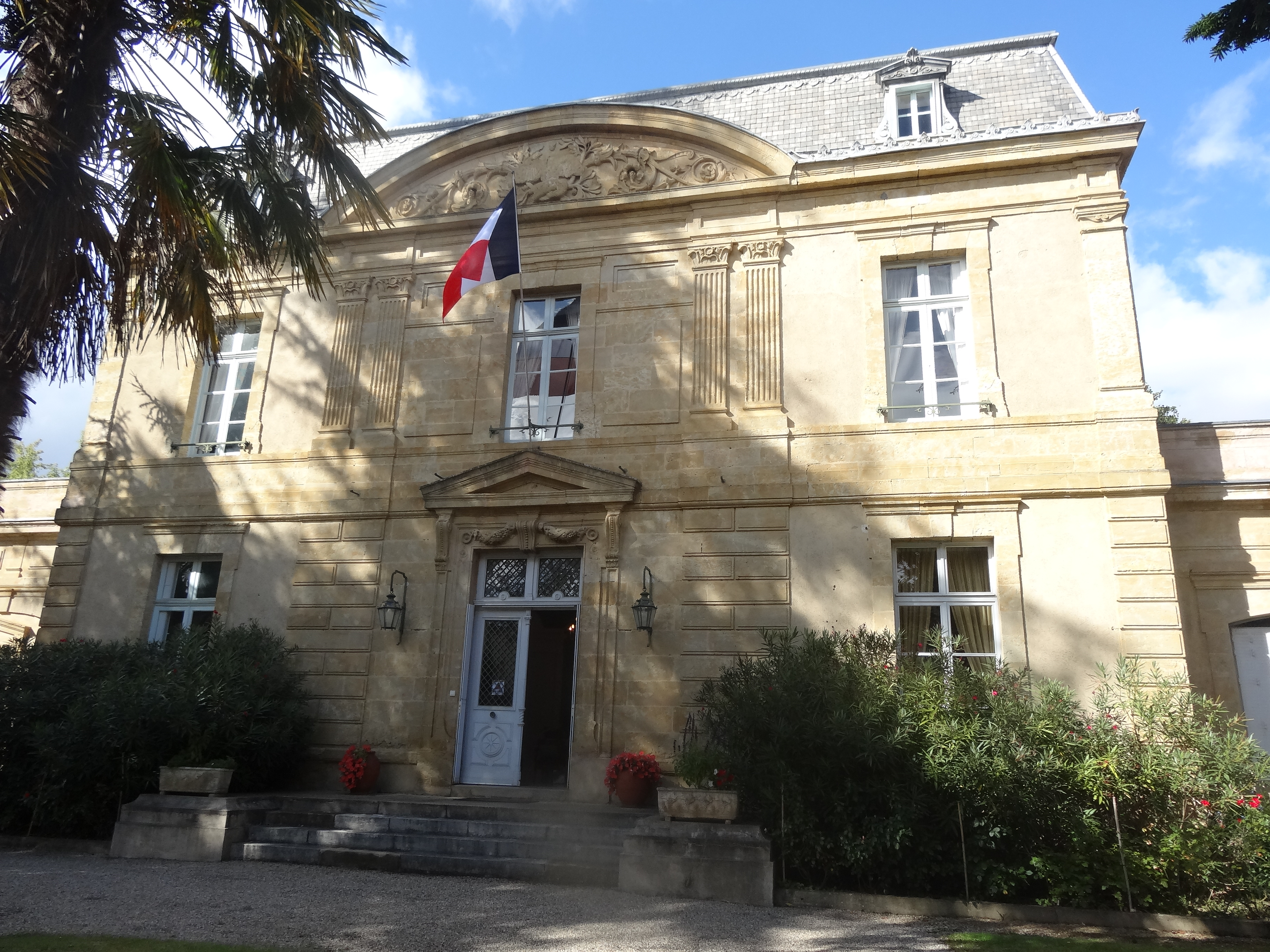
副省政府大楼
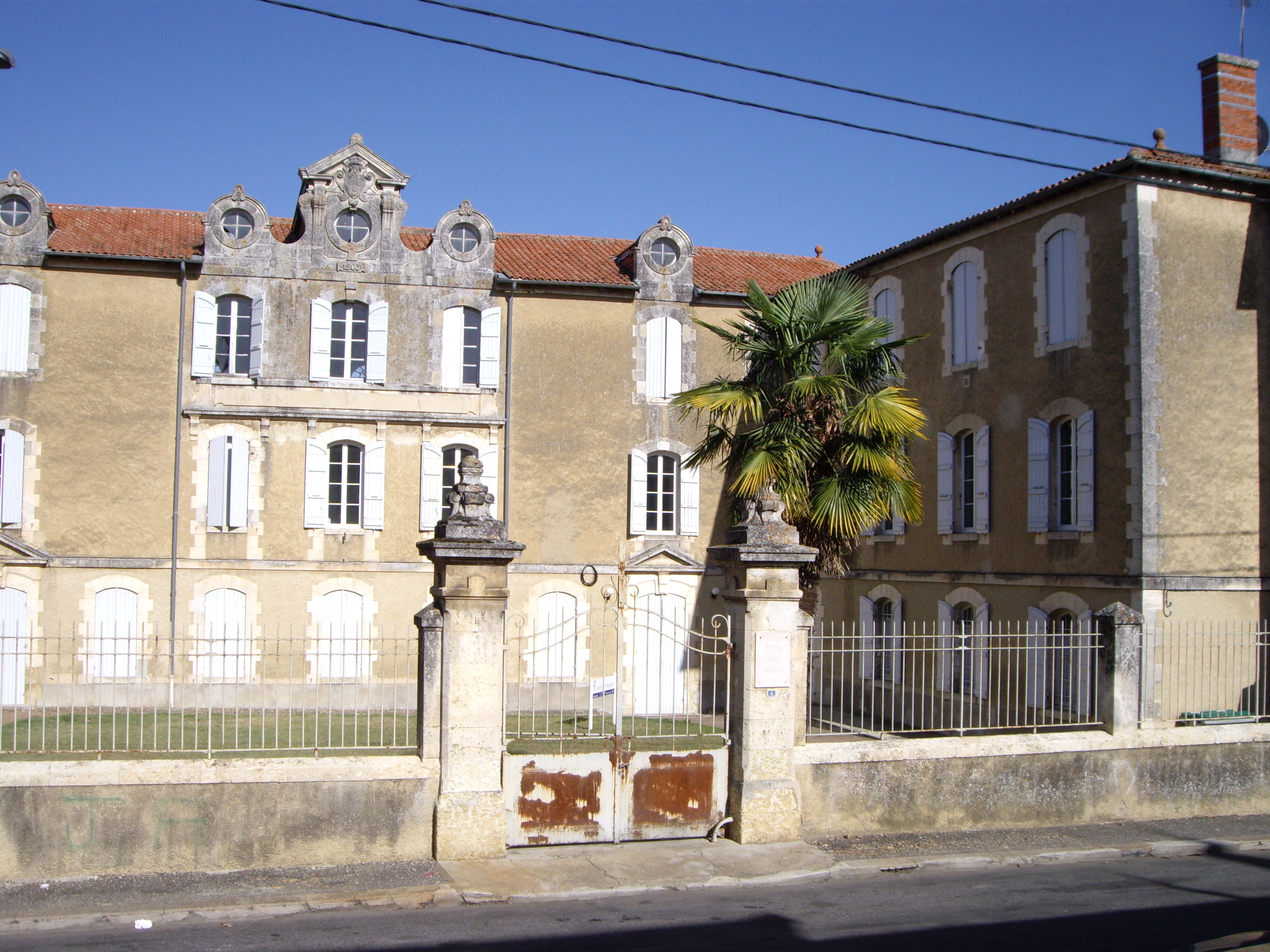
税务局旧址
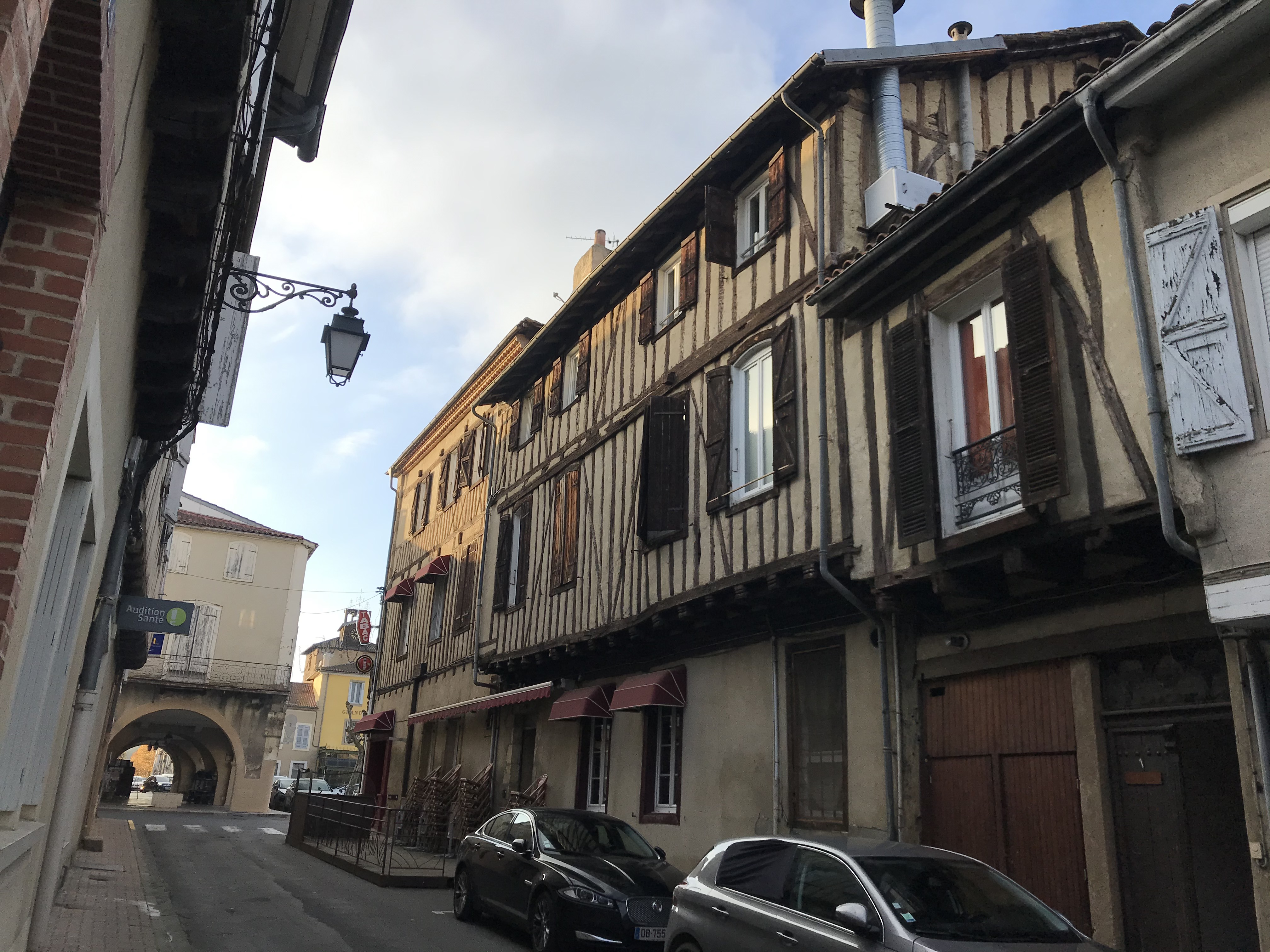
传统民居
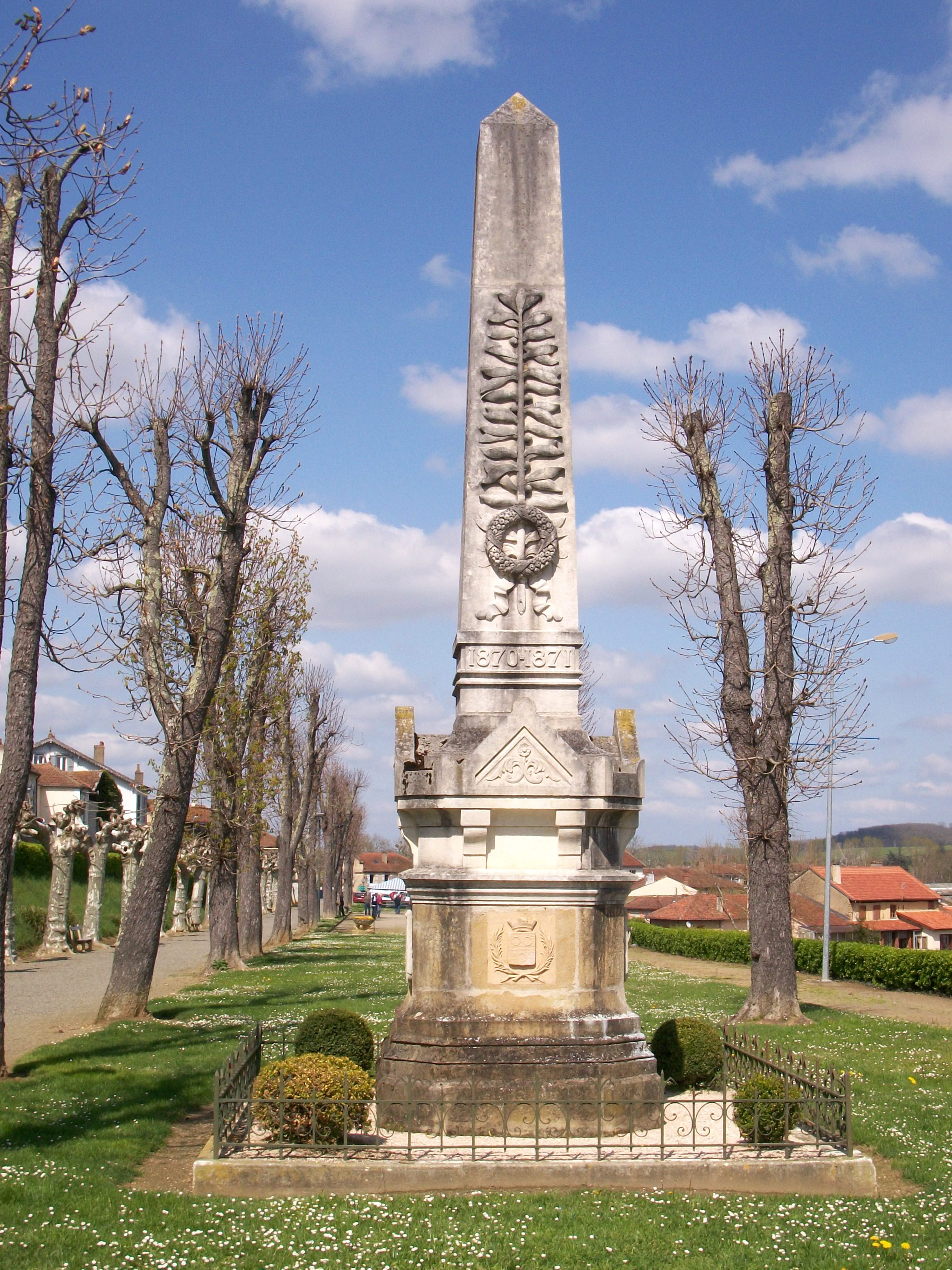
烈士纪念碑

### 旅游

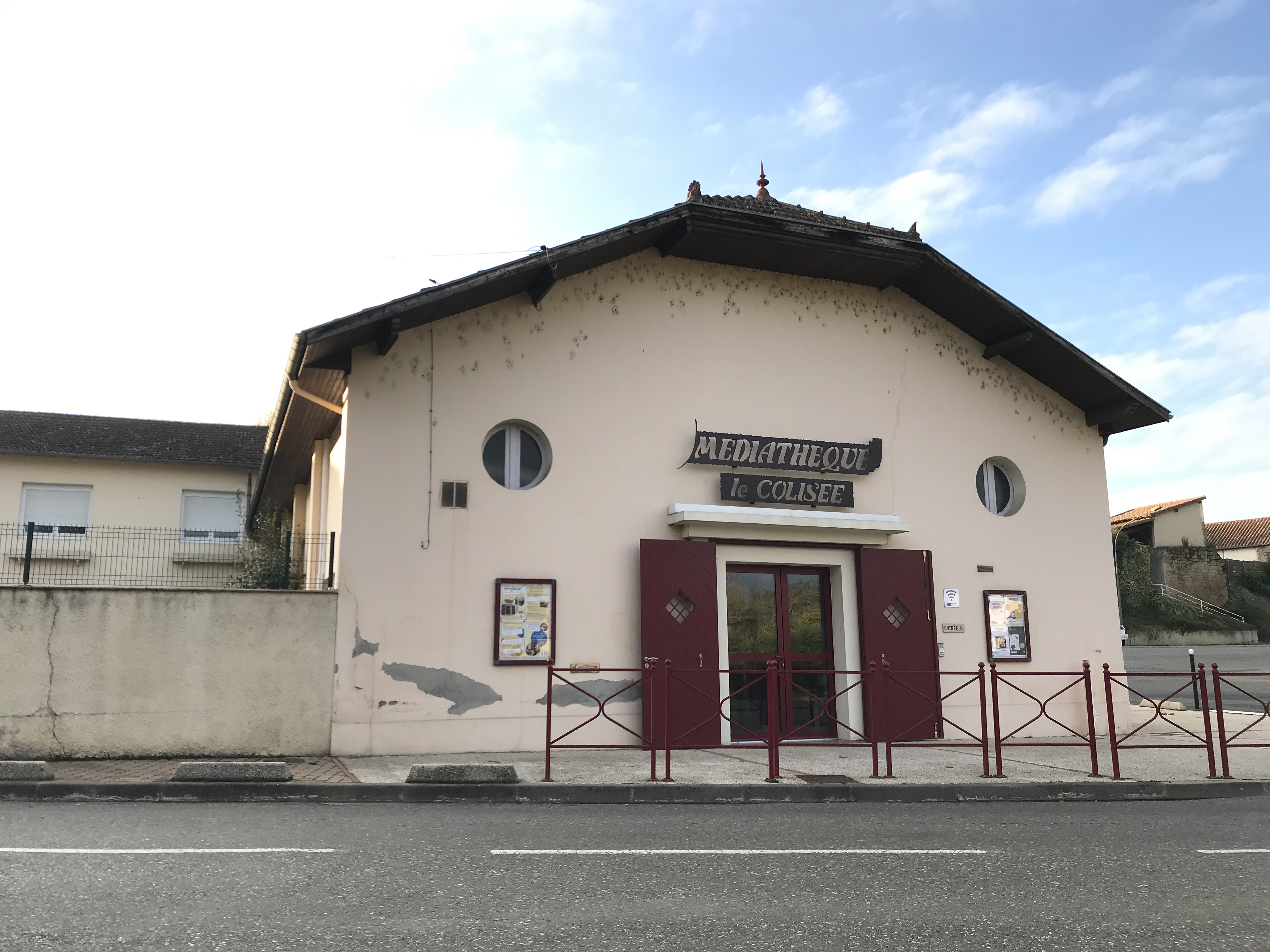
米朗德多媒体中心

米朗德的旅游事务由其所属的加斯科涅地区阿斯塔拉克之心市镇公共社区负责。2022年，米朗德境内共有2家酒店共计24间房间；另有1个露营地，可容纳共177辆露营车。

### 媒体
法国主要的媒体均可在米朗德接收，法国电视三台下属的奥克西塔尼大区频道在部分时段播出米朗德所在热尔省的地方新闻。蓝色法兰西加斯科涅广播、Hit FM32、《南部追寻》等是当地主要的地方性媒体。

## 相关人物
法国电影导演让-格扎维埃·德莱斯特拉德出生于米朗德。

## 友好城市
截至2023年3月，米朗德共与四座城市互为友好城市关系：
- 德国 科恩塔尔-明兴根
- 西班牙 莱利亚纳
- 比利时 蒂比兹
- 義大利 圣毛罗托里内塞